# Newington (New South Wales)
Newington ist ein Ortsteil von Parramatta City, einem lokalen Verwaltungsgebiet der Metropole Sydney, das im australischen Bundesstaat New South Wales liegt.

## Geschichte
Im Jahr 1807 erwarb John Blaxland 520 Hektar Land, wobei er die ursprünglichen Zuschüsse von Waterhouse, Shortland, Archer und Haslam reservierte und das Anwesen Newington nach seinem Familienbesitz Newington Estate in Kent, England (England), benannte. Blaxland gründete eine Reihe von Salzwannen am Ufer des Parramatta River. Dort wurden bis 1827 pro Woche acht Tonnen Salz für den Markt in Sydney produziert, außerdem gründete Blaxland eine Tweedfabrik, eine Kalkfabrik und eine Mühle. Das Newington House wurde 1832 fertiggestellt und die St Augustins Chapel 1838.
Im Jahr 1843 hatte Blaxland die Liegenschaft an die Australian Trust Company verpfändet. Nach seinem Tod verkaufte die Trust Company 1851 die Liegenschaft an John Dobie, um die Hypothek zurückzufordern. Die Familie Blaxland kaufte sie 1854 von Dobie zurück, bot sie jedoch als Sicherheit für ein großes Darlehen an. Die Liegenschaft wurde 1860 an den Beamten, der sich um das Insolvenzverfahren von Edward James Blaxland kümmerte, übertragen und anschließend an die Methodist Church verpachtet, die das Newington College auf dem Gelände gründete. Der Besitz, der sich von der Nähe der heutigen Holker Street bis zur aktuellen Carnarvon Street erstreckte, wurde 1877 an John Wetherill verkauft.
Untersuchungen zum Kohlenbergbau wurden von John Blaxland im Jahr 1841 unternommen. Er hob mehrere sechs Meter tiefe Gruben aus, für die sich die australische Bergbaugesellschaft interessierte. Die beiden Parteien erzielten eine Vereinbarung und unternahmen mehrere erfolglose Erkundungen. 1878 erwarb die City of Sydney Coal Company die Schürfrechte für Kohle auf dem Gelände. Das Unternehmen bohrte ohne Erfolg bis in eine Tiefe von 457 Metern. 1855 gründete sich die Australian Timber Company, um die Holzbestände in Newington und Umgebung zu nutzen. In den späten 1870er und 1880er Jahren expandierte Sydneys Vorort schnell und es wurde gehofft, dass die Schaffung einer Wohnsiedlung zwischen den großen Zentren von Sydney und Parramatta eine lohnende Angelegenheit sein würde, was sich allerdings als unzutreffend herausstellte.
Im Jahr 1878 registrierte John Wetherill einen Plan zur Unterteilung des gesamten Newington Estate von 520 Hektar, der eine umfangreiche Schachbrettaufteilung auf 114 Grundstücke umfasste, die sich weit in die Marschflächen und Mangrovenwälder von Wentworth Bay und Homebush Bay erstreckte. 1906 und 1909 teilte Wetherill sein Eigentum weiter in Riverside Heights mit den ersten in diesem Jahr verkauften Kontingenten auf. Es wurde gehofft, dass die Lage in unmittelbarer Nähe der sich entwickelnden Orte Abattoirs und Brickworks in Verbindung mit Beschäftigungsmöglichkeiten in Betrieben Menschen anziehen würde. Dieses Vorhaben war mit wenigen verkauften Grundstücken größtenteils erfolglos. Jedoch ist das Layout dieser Aufteilung im westlichen Teils von Newington im aktuellen Straßenmuster und in den Straßennamen offensichtlich.
Bekanntheit hat der Ortsteil dadurch erlangt, dass dieser während den Olympischen Spielen 2000 als Olympisches Dorf fungierte. Noch heute ist der Ortsteil stark durch seine olympische Vergangenheit geprägt. So sind Straßen und Parks nach Sportlern, Ländern oder Kontinenten benannt. Auch besitzen alle Häuser dieselbe Architektur und denselben Grundriss. 2000 war Newington der größte Ort mit Energieversorgung durch Solarmodulen auf Häusern.

## Bildgalerie

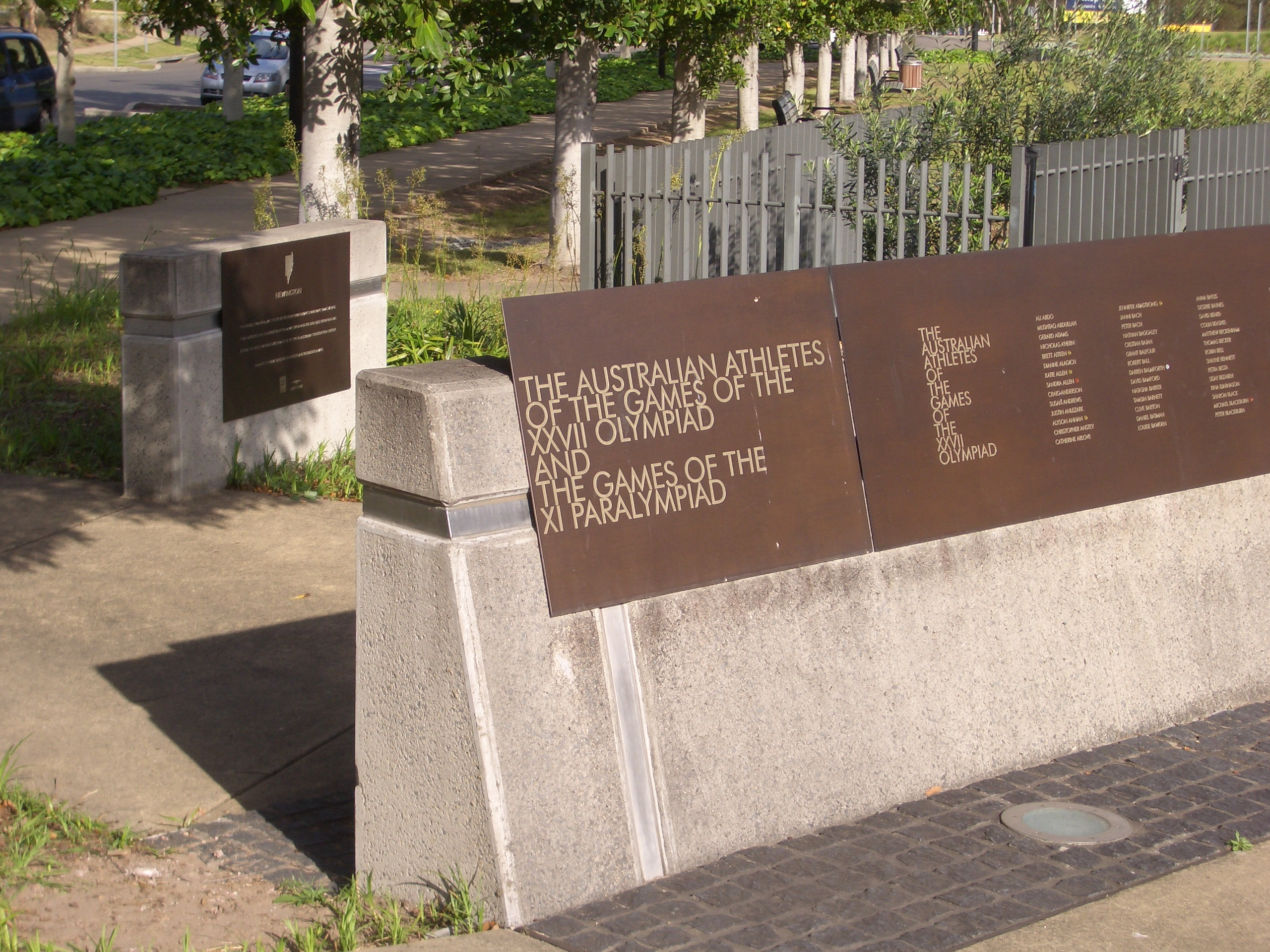
Denkmal für das Olympische Dorf
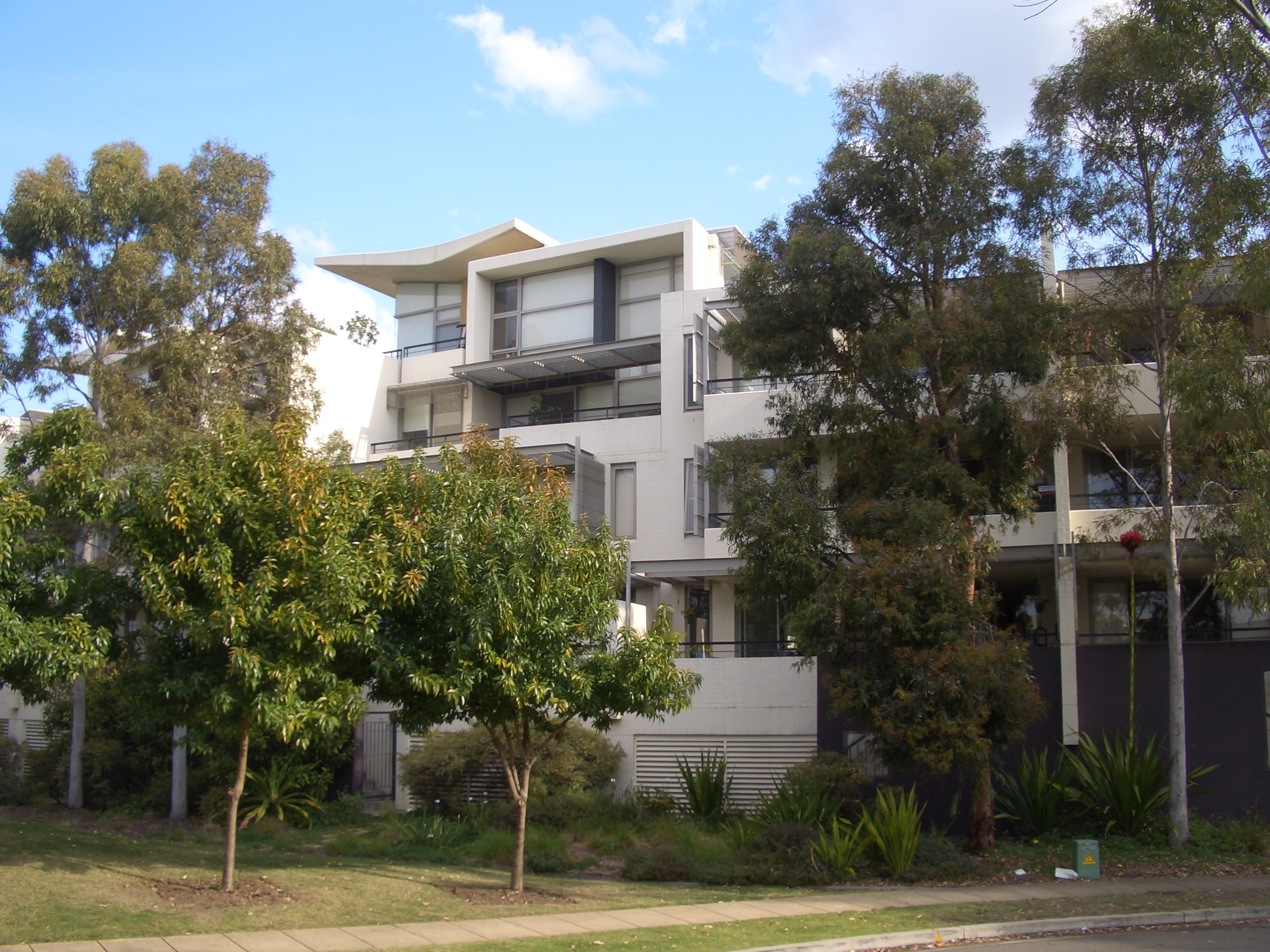
Früheres Olympisches Dorf
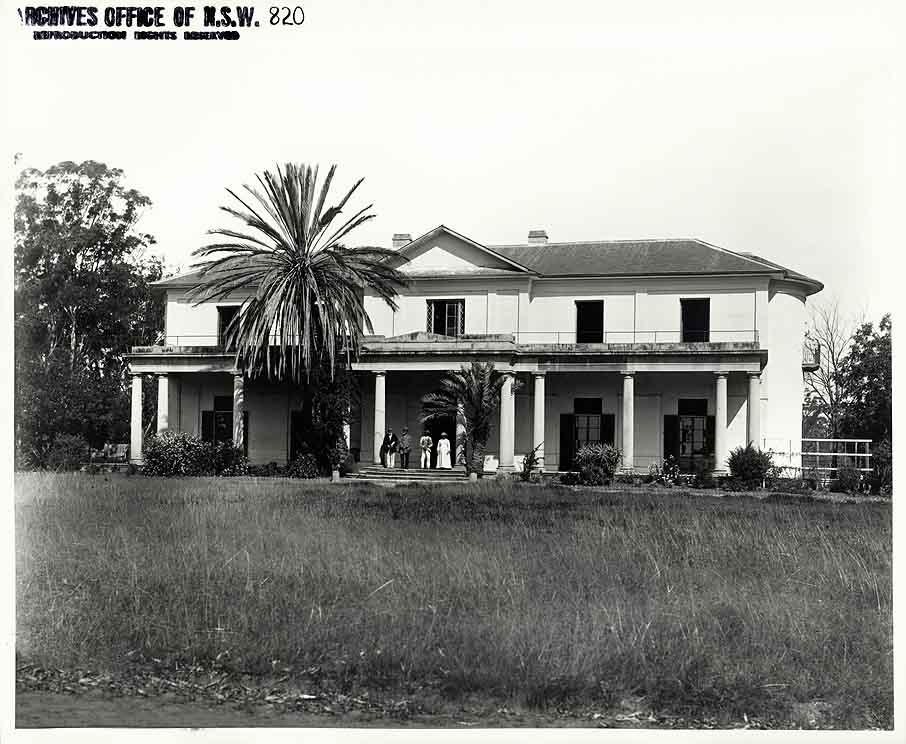
Newington